# Чемпіонат світу з футболу 2014 (кваліфікаційний раунд, УЄФА)
Кваліфікаційний раунд чемпіонату світу з футболу 2014 в зоні УЄФА пройшов 2012–2013 року і визначив учасників ЧС-2014 у Бразилії від УЄФА.
У фінальний турнір вийшло 13 команд.

## Учасники
У турнірі взяло участь 53 команди — члени УЄФА.
Шість кошиків для жеребкування були сформовані на основі липневого рейтингу ФІФА [Архівовано 24 грудня 2018 у Wayback Machine.]. Перші дев'ять команд потрапили в перший кошик (включаючи чемпіона світу Іспанію та фіналіста ЧС-2010 Нідерланди), наступні дев'ять увійшли в другий кошик і так далі. Вісім збірних із найнижчим рейтингом опинились у шостому кошику.
| Кошик 1 | Кошик 2 | Кошик 3 |
| --- | --- | --- |
| 1. Іспанія 2. Нідерланди 3. Німеччина 4. Англія 5. Португалія 6. Італія 7. Хорватія 8. Норвегія 9. Греція   | 1. Франція 2. Чорногорія 3. Росія 4. Швеція 5. Данія 6. Словенія 7. Туреччина 8. Сербія 9. Словаччина                      | 1. Швейцарія 2. Ізраїль 3. Ірландія 4. Бельгія 5. Чехія 6. Боснія і Герцеговина 7. Білорусь 8. Україна 9. Угорщина |
| Кошик 4 | Кошик 5 | Кошик 6 |
| 1. Болгарія 2. Румунія 3. Грузія 4. Литва 5. Албанія 6. Шотландія 7. Північна Ірландія 8. Австрія 9. Польща | 1. Вірменія 2. Фінляндія 3. Естонія 4. Кіпр 5. Латвія 6. Молдова 7. Північна Македонія 8. Азербайджан 9. Фарерські острови | 1. Уельс 2. Ліхтенштейн 3. Ісландія 4. Казахстан 5. Люксембург 6. Мальта 7. Андорра 8. Сан-Марино                  |

## Формат турніру
У відбірному турнірі, який пройде із 7 вересня 2012 по 15 жовтня 2013 року, команди були розбиті на вісім груп із шести учасників та одну — з п'яти. Кожна група містить одну команду з кожного кошика. Винятком стала група із п'ятьма учасниками — у ній не було збірної із шостого кошика. Жеребкування складу груп відбулося 30 червня 2011 року в бразильському Ріо-де-Жанейро.
Дев'ять переможців груп пройшли безпосередньо у фінальний турнір, а вісім найкращих команд, що посіли другі місця, із 15 по 19 листопада 2013 року виборювали у двоматчевих протистояннях останні чотири путівки.
Місця в групах визначаються за наступними критеріями:

1. Кількість очок;
2. Різниця забитих і пропущених м'ячів у всіх матчах;
3. Кількість забитих м'ячів у всіх матчах;
4. Кількість набраних очок в особистих зустрічах;
5. Різниця забитих і пропущених м'ячів в особистих зустрічах;
6. Кількість м'ячів, забитих в особистих зустрічах;
7. Кількість м'ячів, забитих у виїзних матчах в особистих зустрічах (тільки між двома командами).

Якщо не вдалося визначити 1-шу або 2-гу (у разі необхідності її визначення) найкращі команди за цими критеріями, то ФІФА назначає матчі плей-оф на нейтральному полі.

### Правила розіграшу останніх чотирьох путівок від Європи
У попередньому відборі беруть участь 9-ть команд, що посіли другі місця у своїх групах. За основу беруться результати виступу команди у групі. Оскільки група I має на одну команду менше ніж інші то для команд із груп A — H, матчі проти останньої команди у кожній із цих груп не враховуються. Іншими словами складається зведена таблиця із результатів ігор 2-ї команди з кожної групи з 1,3,4,5-ю командами відповідних груп.
Для визначення найкращих 8-ми команд із 9-ти використовуються такі ж самі критерії, як і для визначення місця команди у групі, беручи до уваги, що особистих зустрічей між командами не могло бути:
1. Кількість очок;
2. Різниця забитих і пропущених м'ячів;
3. Кількість забитих м'ячів.

Якщо не вдалося визначити 8-м найкращих команд за цими критеріями то ФІФА назначає матчі плей-оф на нейтральному полі.
Далі 8-м команд розбиваються на пари. Команди у парах проводять по два матчі (домашній і виїзний), 15 і 19 листопада 2013 року.
Для визначення переможця у парах використовуються наступні критерії:
1. Загальний рахунок двох ігор;
2. Кількість забитих м'ячів у виїзному матчі.

Якщо за цими критеріями результати однакові, то назначається додатковий час у 2-му матчі, а далі, у разі, якщо переможця не виявлено, серія післяматчевих пенальті.

## Групи

### Група A
| М  | Команда            | І  | В | Н | П | МЗ | МП | РМ  | О  |
| -- | ------------------ | -- | - | - | - | -- | -- | --- | -- |
| 1. | Бельгія            | 10 | 8 | 2 | 0 | 18 | 4  | +14 | 26 |
| 2. | Хорватія           | 10 | 5 | 2 | 3 | 12 | 9  | +3  | 17 |
| 3. | Сербія             | 10 | 4 | 2 | 4 | 18 | 11 | +7  | 14 |
| 4. | Шотландія          | 10 | 3 | 2 | 5 | 8  | 12 | −4  | 11 |
| 5. | Уельс              | 10 | 3 | 1 | 6 | 9  | 20 | −11 | 10 |
| 6. | Північна Македонія | 10 | 2 | 1 | 7 | 7  | 16 | −9  | 7  |

### Група B
| М  | Команда  | І  | В | Н | П | МЗ | МП | РМ  | О  |
| -- | -------- | -- | - | - | - | -- | -- | --- | -- |
| 1. | Італія   | 10 | 6 | 4 | 0 | 19 | 9  | +10 | 22 |
| 2. | Данія    | 10 | 4 | 4 | 2 | 17 | 12 | +5  | 16 |
| 3. | Чехія    | 10 | 4 | 3 | 3 | 13 | 9  | +4  | 15 |
| 4. | Болгарія | 10 | 3 | 4 | 3 | 14 | 9  | +5  | 13 |
| 5. | Вірменія | 10 | 4 | 1 | 5 | 12 | 13 | −1  | 13 |
| 6. | Мальта   | 10 | 1 | 0 | 9 | 5  | 28 | −23 | 3  |

### Група C
| М  | Команда           | І  | В | Н | П | МЗ | МП | РМ  | О  |
| -- | ----------------- | -- | - | - | - | -- | -- | --- | -- |
| 1. | Німеччина         | 10 | 9 | 1 | 0 | 36 | 10 | +26 | 28 |
| 2. | Швеція            | 10 | 6 | 2 | 2 | 19 | 14 | +5  | 20 |
| 3. | Австрія           | 10 | 5 | 2 | 3 | 20 | 10 | +10 | 17 |
| 4. | Ірландія          | 10 | 4 | 2 | 4 | 16 | 17 | −1  | 14 |
| 5. | Казахстан         | 10 | 1 | 2 | 7 | 6  | 21 | −15 | 5  |
| 6. | Фарерські острови | 10 | 0 | 1 | 9 | 4  | 29 | −25 | 1  |

### Група D
| М  | Команда    | І  | В | Н | П  | МЗ | МП | РМ  | О  |
| -- | ---------- | -- | - | - | -- | -- | -- | --- | -- |
| 1. | Нідерланди | 10 | 9 | 1 | 0  | 34 | 5  | +29 | 28 |
| 2. | Румунія    | 10 | 6 | 1 | 3  | 19 | 12 | +7  | 19 |
| 3. | Угорщина   | 10 | 5 | 2 | 3  | 21 | 20 | +1  | 17 |
| 4. | Туреччина  | 10 | 5 | 1 | 4  | 16 | 9  | +7  | 16 |
| 5. | Естонія    | 10 | 2 | 1 | 7  | 6  | 20 | −14 | 7  |
| 6. | Андорра    | 10 | 0 | 0 | 10 | 0  | 30 | −30 | 0  |

### Група E
| М  | Команда   | І  | В | Н | П | МЗ | МП | РМ  | О  |
| -- | --------- | -- | - | - | - | -- | -- | --- | -- |
| 1. | Швейцарія | 10 | 7 | 3 | 0 | 17 | 6  | +11 | 24 |
| 2. | Ісландія  | 10 | 5 | 2 | 3 | 17 | 15 | +2  | 17 |
| 3. | Словенія  | 10 | 5 | 0 | 5 | 14 | 11 | +3  | 15 |
| 4. | Норвегія  | 10 | 3 | 3 | 4 | 10 | 13 | −3  | 12 |
| 5. | Албанія   | 10 | 3 | 2 | 5 | 9  | 11 | −2  | 11 |
| 6. | Кіпр      | 10 | 1 | 2 | 7 | 4  | 15 | −11 | 5  |

### Група F
| М  | Команда           | І  | В | Н | П | МЗ | МП | РМ  | О  |
| -- | ----------------- | -- | - | - | - | -- | -- | --- | -- |
| 1. | Росія             | 10 | 7 | 1 | 2 | 20 | 5  | +15 | 22 |
| 2. | Португалія        | 10 | 6 | 3 | 1 | 20 | 9  | +11 | 21 |
| 3. | Ізраїль           | 10 | 3 | 5 | 2 | 19 | 14 | +5  | 14 |
| 4. | Азербайджан       | 10 | 1 | 6 | 3 | 7  | 11 | −4  | 9  |
| 5. | Північна Ірландія | 10 | 1 | 4 | 5 | 9  | 17 | −8  | 7  |
| 6. | Люксембург        | 10 | 1 | 3 | 6 | 7  | 26 | −19 | 6  |

### Група G
| М  | Команда              | І  | В | Н | П | МЗ | МП | РМ  | О  |
| -- | -------------------- | -- | - | - | - | -- | -- | --- | -- |
| 1. | Боснія і Герцеговина | 10 | 8 | 1 | 1 | 30 | 6  | +24 | 25 |
| 2. | Греція               | 10 | 8 | 1 | 1 | 12 | 4  | +8  | 25 |
| 3. | Словаччина           | 10 | 3 | 4 | 3 | 11 | 10 | +1  | 13 |
| 4. | Литва                | 10 | 3 | 2 | 5 | 9  | 11 | −2  | 11 |
| 5. | Латвія               | 10 | 2 | 2 | 6 | 10 | 20 | −10 | 8  |
| 6. | Ліхтенштейн          | 10 | 0 | 2 | 8 | 4  | 25 | −21 | 2  |

### Група H
| М  | Команда    | І  | В | Н | П  | МЗ | МП | РМ  | О  |
| -- | ---------- | -- | - | - | -- | -- | -- | --- | -- |
| 1. | Англія     | 10 | 6 | 4 | 0  | 31 | 4  | +27 | 22 |
| 2. | Україна    | 10 | 6 | 3 | 1  | 28 | 4  | +24 | 21 |
| 3. | Чорногорія | 10 | 4 | 3 | 3  | 18 | 17 | +1  | 15 |
| 4. | Польща     | 10 | 3 | 4 | 3  | 18 | 12 | +6  | 13 |
| 5. | Молдова    | 10 | 3 | 2 | 5  | 12 | 17 | −5  | 11 |
| 6. | Сан-Марино | 10 | 0 | 0 | 10 | 1  | 54 | −53 | 0  |

### Група I
| М  | Команда   | І | В | Н | П | МЗ | МП | РМ  | О  |
| -- | --------- | - | - | - | - | -- | -- | --- | -- |
| 1. | Іспанія   | 8 | 6 | 2 | 0 | 14 | 3  | +11 | 20 |
| 2. | Франція   | 8 | 5 | 2 | 1 | 15 | 6  | +9  | 17 |
| 3. | Фінляндія | 8 | 2 | 3 | 3 | 5  | 9  | −4  | 9  |
| 4. | Грузія    | 8 | 1 | 2 | 5 | 3  | 10 | −7  | 5  |
| 5. | Білорусь  | 8 | 1 | 1 | 6 | 7  | 16 | −9  | 4  |

## Плей-оф
Жеребкування другого раунду відбулося 21 жовтня в Цюриху. Для вирішення, які команди стали сіяними, які несіяними, було використано рейтинг ФІФА за жовтень 2013 року.
Наступні команди взяли участь у другому раунді (розташування згідно з рейтингом ФІФА за жовтень 2013):
| Кошик A    | Кошик A      |
| Збірна     | Рейтинг ФІФА |
| ---------- | ------------ |
| Португалія | 14           |
| Греція     | 15           |
| Хорватія   | 18           |
| Україна    | 20           |

| Кошик B  | Кошик B      |
| Збірна   | Рейтинг ФІФА |
| -------- | ------------ |
| Франція  | 21           |
| Швеція   | 25           |
| Румунія  | 29           |
| Ісландія | 46           |

### Матчі
Жеребкування пройшло 21 жовтня 2013 року в Цюриху. Перші матчі були зіграні 15 листопада, матчі відповіді — 19 листопада 2013 року.
| Команда 1  | Заг. | Команда 2 | 1-й матч | 2-й матч |
| ---------- | ---- | --------- | -------- | -------- |
| Португалія | 4:2  | Швеція    | 1:0      | 3:2      |
| Україна    | 2:3  | Франція   | 2:0      | 0:3      |
| Греція     | 4:2  | Румунія   | 3:1      | 1:1      |
| Ісландія   | 0:2  | Хорватія  | 0:0      | 0:2      |

## Бомбардири
11 голів
| - Робін ван Персі |

10 голів
| - Едін Джеко |

8 голів
| - Ведад Ібішевич | - Месут Езіл |  |

7 голів
| - Вейн Руні |

6 голів
| - Давід Алаба - Томер Хемед | - Еден Бен Басат - Роббі Кін | - Елдер Поштіга - Златан Ібрагімович |  |

5 голів
| - Звєздан Мисимович - Маріо Балотеллі - Марко Ройс - Джермейн Ленс - Рафаел ван дер Варт | - Кріштіану Роналду - Олександр Кержаков - Чипріан Маріка - Мілівоє Новакович | - Бурак Їлмаз - Умут Булут - Андрій Ярмоленко - Франк Рібері |

4 голи
| - Денні Велбек - Френк Лемпард - Кевін Де Брейне - Юра Мовсісян - Костантінос Мітроглу - Дімітріс Салпінгідіс - Даніель Аггер - Колбейнн Сігторссон - Гілфі Сігурдссон | - Альваро Негредо - Педро Родрігес - Пабло Освальдо - Євген Сидоренко - Маріо Гетце - Мірослав Клозе - Томас Мюллер - Андре Шюррле - Бруну Алвеш | - Якуб Блащиковський - Олександр Кокорін - Віктор Файзулін - Александар Коларов - Балаж Джуджак - Гарет Бейл - Марко Девич - Андрія Делібашич - Деян Дам'янович |